# Evans Point
Der Evans Point ist eine vereiste Landspitze an der Südküste der Thurston-Insel vor der Eights-Küste des westantarktischen Ellsworthlands. Sie ragt 24 km westnordwestlich des Von der Wall Point in den Peacock-Sund und wird vom Abbot-Schelfeis umgeben.
Die Position der Landspitze wurde anhand von Luftaufnahmen vom Dezember 1946 der US-amerikanischen Operation Highjump (1946–1947) bestimmt. Das Advisory Committee on Antarctic Names benannte es 1960 nach Richard Evans, Ozeanograph auf dem Eisbrecher USCGC Burton Island während der Forschungsfahrt der United States Navy im Februar 1960 in die Bellingshausen-See.